# Toto (Sportwette)

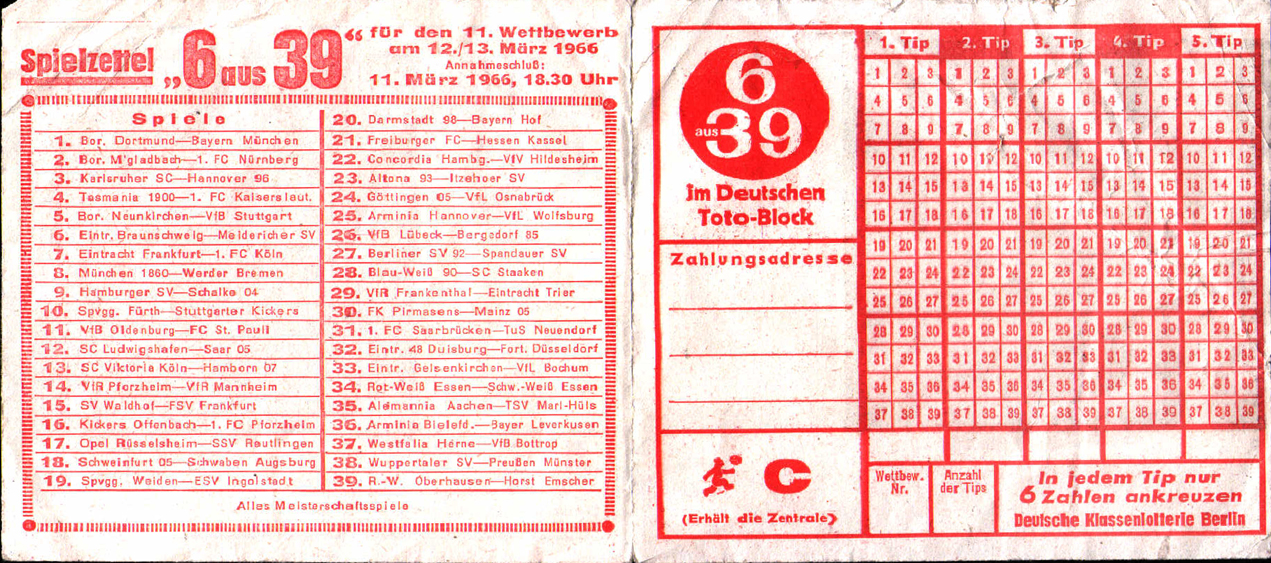
Westdeutscher Toto-Schein von 1966

Das in Österreich verwendete Toto-Logo der Österreichischen Lotterien

Österreichischer Toto-Schein von 2011

Unter Toto versteht man vorwiegend Sportwetten, die sich auf die Sportart Fußball beziehen und als Auswahlwette sowie Ergebniswette zusammengefasst sind. Die Bezeichnung existiert jedoch auch für Wetten auf andere Sportereignisse wie Pferderennen (Rennquintett).

## Geschichte
Der Begriff leitet sich vom französischen totalisateur, das als Fremdwort Totalisator im deutschsprachigen Raum Eingang gefunden hat, ab. Damit war die amtliche Wettstelle von Pferderennplätzen gemeint, bei der sämtliche Wetten gebucht und überwacht werden. Im 20. Jahrhundert wurde daraus die Kurzbezeichnung Toto. Fußball-Toto wird in England bereits seit 1921 angeboten. 1934 wurde in Schweden ein staatliches Unternehmen zur Durchführung von Toto-Wetten gegründet; die Ausschüttungsquote an die Spieler betrug dabei 50 %. In Deutschland besteht Fußballtoto seit 1948. Ein Jahr später führte auch Österreich diese Sportwette ein.

## Situation in Deutschland

### In der Bundesrepublik
Nach West-Deutschland kam die Sportwette nach dem Zweiten Weltkrieg, als es keine staatlichen Mittel zur Förderung des Sports gab. Die Sportverbände initiierten die Gründung der staatlichen Fußball-Toto-Gesellschaften. Beginnend mit der Staatlichen Bayrischen Fußballtoto am 27. April 1948 bis 1949 wurden diese in allen Bundesländern gegründet. Anfang der 1950er Jahre bildeten sich erste Zusammenschlüsse: der Nord-Süd-Block (Berlin, Bremen, Hamburg, Schleswig-Holstein, Niedersachsen und Bayern) und der Süd-West-Block (Nordrhein-Westfalen, Hessen, Baden-Württemberg und Rheinland-Pfalz).
Am 11. November 1956 übernahmen alle Toto-Lotto-Gesellschaften mit der Gründung des Deutschen Totoblocks als Ergebniswette die Zwölferwette, 1959 wurde auf die Dreizehnerwette mit zunächst sechs (und ab 1961 vier) Gewinnrängen umgestellt. 1967 kehrte man zur Zwölferwette anstelle der Neunerwette und der Dreizehnerwette zurück. 1969 kam dann die Elferwette, 2004 dann wieder die Dreizehnerwette. Auch landesspezifisch gab es diverse unterschiedliche Spielformeln.
Die Auswahlwette hat eine ähnlich wechselvolle Geschichte. Am 7. Oktober 1962 wurde die Auswahlwette mit der Spielformel „6 aus 36“ und vier Gewinnrängen eingeführt. Ab dem 19. Januar 1964 galt dann die Spielformel „6 aus 39“ mit fünf Gewinnrängen. Am 1. Januar 1975 wurde die Auswahlwette 6 aus 45 eingeführt und ermöglichte das Tippen von sechs aus 45 Spielpaarungen. Gewertet wurden nun die sechs torreichsten unentschiedenen Begegnungen, ausgewählt werden gemäß der Spielformel die Spiele mit der niedrigsten Tordifferenz, beginnend bei den unentschiedenen Spielen und dort mit den Spielen mit den meisten Toren.

### In der DDR
Am 12. Dezember 1953 wurde durch eine staatliche Verordnung (GBl. S. 1271) die Toto-Sportwette in der Deutschen Demokratischen Republik (DDR) eingeführt. Zuvor gab es immer wieder heftige Propaganda auch von Seiten der Sowjetunion gegen die Toto-Fußballwetten in Westdeutschland. Verantwortlich für die Toto-Sportwetten in der DDR war der VEB Sporttoto mit Sitz in Ost-Berlin, der unmittelbar unter der Aufsicht des Staatlichen Komitees für Körperkultur und Sport beim Ministerrat unterstellt war. Die Annahmestellen unterstanden den Bezirksstellen. Die Aufteilung der Wetteinlagen war wie folgt vorgesehen: 55 % an Toto-Spieler, 25 % für den Sport, 10 % als Steuereinnahmen, 7,5 % als Provision für die Annahmestellen, 1,5 % für Verwaltungskosten und Werbung und 1 % für einen Sicherheitsfonds.

### Seit 1990
Im wiedervereinigten Deutschland sind Sportwetten wegen des Glücksspielmonopols nur durch die staatlichen Lotteriegesellschaften im Deutschen Lotto- und Totoblock legal. Einige Wettbüros und -gesellschaften besitzen jedoch noch die 1990 in den letzten Monaten der DDR ausgestellte Lizenzen für private Sportwettenanbieter, über deren weitere Gültigkeit bislang keine abschließende juristische Bewertung vorliegt. Eine lange erwartete Entscheidung des Bundesverfassungsgerichts vom 29. März 2006 brachte nicht die gewünschte Klarheit, da die Legitimität des staatlichen Sportwettenmonopols davon abhänge, dass sich die staatlich lizenzierten Anbieter (Oddset) wegen der von der „Wettleidenschaft“ ausgehenden Gefahren in ihrer Eigenwerbung künftig sehr stark zurückhalten. Inwieweit Oddset diesen Auflagen tatsächlich nachgekommen ist, wurde insbesondere im Zusammenhang mit den Aktivitäten bei der Fußball-WM 2006 in Deutschland bezweifelt.

### Verlauf
Auf dem entsprechenden Spielschein werden bei der Ergebniswette auf elf bzw. 13 (Elferwette, Dreizehnerwette) Spielpaarungen getippt, indem entweder die 1 (= Gewinn der Heimmannschaft), 2 (= Gewinn der Gastmannschaft) oder 0 (= unentschieden) angekreuzt wird. Bis in die 1960er Jahre wurden vom Wettenden zum Teil die Ziffern 0, 1, 2 mit dem Stift eingetragen. Die jeweiligen Spielpaarungen waren anfangs mit auf den Spielscheinen abgedruckt, seit Ende der 1960er Jahre listet sie der Veranstalter auf einem kostenlosen Infoblatt.
Im Spielschein zur Auswahlwette befinden sich – ähnlich dem Lotto – Kästchen mit den Zahlen 1 bis 45, die 45 Spielpaarungen entsprechen. Der Spieler kreuzt daraus sechs Spiele an, von denen er sich einen unentschiedenen Ausgang verspricht. Dabei wertet der Veranstalter bei über sechs Unentschieden eines Spieltages diejenigen mit den meisten Toren; ein 3:3 kommt vor einem 1:1 zum Tragen. Enden weniger als sechs Spiele unentschieden, so kommen die Spiele mit der geringsten Differenz in die Wertung, wobei torreiche Spiele zuerst in die Wertung kommen, z. B. ein 3:2 kommt vor einem 2:1 zum Tragen.
Vom 10. Februar 1996 spielte man für knapp zwei Jahre bei der Auswahlwette 6 aus 45 auf die sechs torreichsten Begegnungen; seit dem 31. Januar 1998 wieder auf die unentschiedenen.

## Situation in Österreich

### Entwicklung
Am 23. Oktober 1949 wurde erstmals eine Toto-Runde durchgeführt. Die Sportwette war am 18. Dezember 1948 im Sporttoto-Gesetz zugelassen worden. Der erwartete Überschuss aus den Einnahmen abzüglich Gewinnausschüttungen sollte größtenteils für die Sportförderung im Land verwendet werden.
Der erste Wettbewerb führte mit 61.556 Wettscheinen zu einer Einnahme von 200.418 Schilling, der Mindesteinsatz hatte 2,20 Schilling betragen. In der ersten Runde hatte es keinen Zwölfer gegeben, aber gleich eine Woche später einen Solozwölfer, der einer Wiener Lehrerin einen Gewinn von 43.000 Schilling einbrachte. Das erste Spieljahr bestand aus 36 Wettbewerben und dauerte bis zum 23. Juni 1950.
Das Aussehen des Totoscheines hat sich geändert: bis Anfang März 1967 gab es einen dreiteiligen Schein, und man musste dreimal die Tipps eintragen. Dann wurde ab der Runde 3. bis 5. März 1967, wie es hieß, „probeweise“, das ebenso dreiteilige Formular mit Karbondurchschlag eingeführt, u. zw. dauerte diese Neuerung 20 Monate lang, und ab der 45. Totorunde 1968 (7. bis 10. November) gab es den zweiteiligen Durchschreibewettschein und die Ermittlung der Gewinne im Mikrofilmverfahren.
In den Anfangsjahren waren zusätzlich drei Ersatztipps möglich, bei denen aber auch Begegnungen anderer Ballsportarten angeführt waren. Heute gibt es zwei verschiedene Varianten von Toto: Das klassische Toto und Extra Toto. Am 23. Oktober 2009 feierte Toto seinen 60. Geburtstag. Zum Jubiläum gab es in den Toto Runden 43 bis 48 die Toto Jubiläumsrunden, bei denen die Zwölferrangsumme jede Woche um 60.000 Euro aufdotiert wurde.

### Verlauf
Jede Runde besteht aus achtzehn verschiedenen Spielpaarungen, wovon fünf sogenannte „Fixspiele“ sind, auf die jedenfalls getippt werden muss. Aus den restlichen „Wahlspielen“ werden acht weitere Fußballspiele gewählt. Ziel von Toto ist es, den Ausgang dieser insgesamt dreizehn Spiele korrekt vorauszusagen. Dabei sind drei Ausgänge möglich: Sieg der Heimmannschaft (1), Sieg der Gastmannschaft (2) oder ein Unentschieden (X). Ein Tipp kostet 0,70 Euro.
Da üblicherweise zwei Totorunden pro Woche angeboten werden, tragen jene Runden mit Spielen, die unter der Woche ausgetragen werden, die Bezeichnung „Runde A“, analog dazu werden Spielrunden am Wochenende als „Runde B“ geführt.
Bei der „Torwette“ kann auf das genaue Endergebnis (z. B. 0:0, 0:1, 2:1 etc.) der Fixspiele gewettet werden. Die Teilnahme an der Torwette erfordert das Spielen von zumindest einem Toto-Tipp. Hauptgewinn ist dabei der „Hattrick“, bei dem alle dreizehn Spielausgänge inkl. der Torwette richtig getippt werden müssen. Ein Tipp kostet 1,00 Euro. Der garantierte Mindestgewinn für einen „Hattrick“ liegt pro Runde bei EUR 100.000,--.
Der Gesamtgewinn pro Rang wird auf die Anzahl der Gewinner aufgeteilt; gibt es in einem Gewinnrang keinen Gewinner, wandert das Geld in den Jackpot desselben Ranges. Ergänzend zum Spiel mit Normalschein werden Quicktipps und Systemscheine angeboten.
Vor dem Toto-Relaunch im Jahre 2013 gab man Tipps auf zwölf Spiele ab, wobei die Gewinnzone bei mindestens zehn richtigen begann. Der Einsatz lag bei 0,60 Euro. Der Einsatz, der für die Torwette zu entrichten war, betrug 0,90 Euro.
Die Basis für die zusätzlich zum wöchentlichen Toto-Spielprogramm stattfindenden Extra-Toto-Runden bilden Europacup-Spiele, Qualifikationsspiele und Wochentagsrunden der österreichischen, englischen und auch deutschen Meisterschaft. Damit werden den Spielteilnehmern zusätzliche Gewinnmöglichkeiten geboten. Mit einem Toto-Wettschein kann man beliebig oft mitspielen und auch ein bis zehnmal pro Ziehung Joker spielen.

### Einnahmen

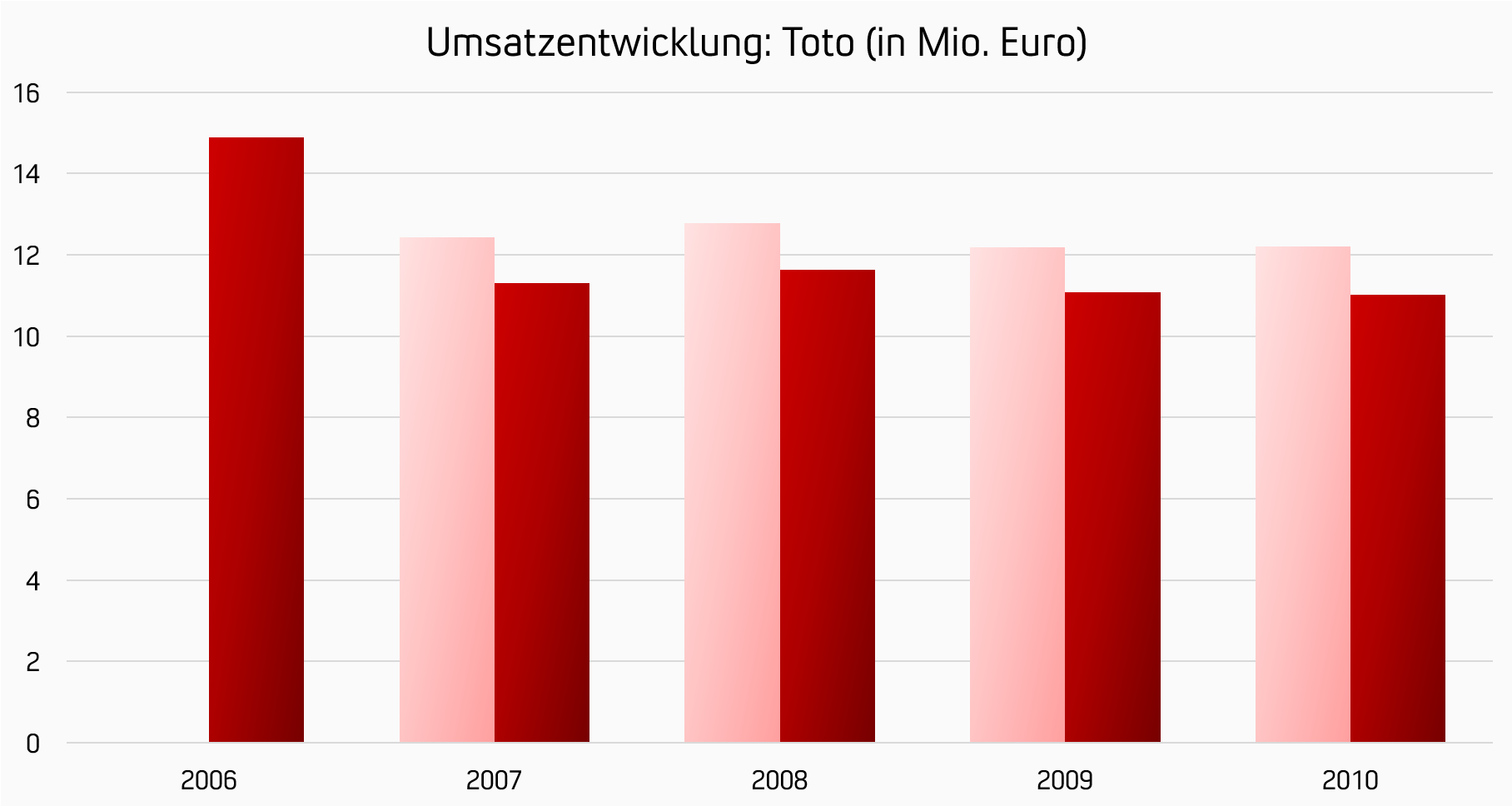
Die Umsatzentwicklung von Toto der Österreichischen Lotterien basierend auf deren Daten
Mit Torwette
Ohne Torwette

Der Umsatz von 2006 belief sich ohne Torwette auf 14,87 Millionen Euro, ein Jahr später konnte man nur noch 11,34 Millionen Euro verbuchen. Berechnet man allerdings den Umsatz der Torwette ein, so wuchs der Umsatz im Jahr 2007 auf 12,41 Millionen Euro. Im Jahre 2008 erzielten die Österreichischen Lotterien mit Toto und Torwette einen Umsatz von 12,74 Millionen Euro; exkl. Torwette ergibt das einen Betrag von 11,66 Millionen. Im Folgejahr (2009) reduzierten sich die Einnahmen auf 12,19 Millionen, zieht man davon den Umsatz der Torwette ab, betrug der Umsatz sogar nur 11,08 Millionen Euro. 2010 konnten die Österreichischen Lotterien ihren Umsatz mit ebenfalls 12,19 Millionen Euro halten; etwas weniger als 11 Millionen Euro hoch war der Umsatz von Toto ohne Torwette.

### Sportförderung
Die Sportförderung ist in § 20 des Glücksspielgesetzes geregelt. Die Novelle vom 1. Jänner 2005 sieht einen Betrag in der Höhe von 3 % vom Umsatz der Österreichischen Lotterien vor. 2008 betrug sie mehr als 62 Millionen Euro, im Jahr darauf 71,3 Millionen Euro. Nach einer Novelle des Glücksspielgesetzes stieg die Sportförderung ab 2011 auf jährlich 80 Millionen Euro. Seit 2013 wird der Betrag jährlich erhöht. Der österreichische Sport erhielt seit Beginn der Sportförderung im Jahr 1949 mehr als 1,6 Milliarden Euro, allein seit 1986, dem Gründungsjahr der Österreichischen Lotterien, waren es über 1,3 Milliarden Euro. Die Mittel der Sportförderung werden von der Österreichischen Bundes-Sportorganisation (BSO) verwaltet und nach einem speziellen Schlüssel an ÖFB, Dach- und Fachverbände sowie an das ÖOC verteilt.
Der Bund stellt für Zwecke der besonderen Sportförderung nach den §§ 8 – 10 des Bundes-Sportförderungsgesetzes, BGBl. Nr. 2/1970, in der jeweils geltenden Fassung, jährlich einen Betrag in der Höhe von 3 % der Umsatzerlöse (§ 232 Abs. 1 HGB) der Österreichischen Lotterien aus den Ausspielungen gemäß den §§ 6 – 12b zur Verfügung. Dieser Betrag darf seit 2011 jährlich 80 Millionen Euro nicht unterschreiten. Als Umsatzerlöse sind jeweils die in der Bilanz des Vorjahres der Österreichischen Lotterien ausgewiesenen Umsätze heranzuziehen. Bis zum Vorliegen der jeweiligen Vorjahresbilanz wird als Basis der Betrag der jeweiligen Vorvorjahresbilanz in monatlich gleichbleibenden Raten an die Subventionsempfänger akontiert. Nach dem Vorliegen der Bilanz des Vorjahres der Österreichischen Lotterien sind die monatlichen gleich bleibenden Raten neu zu berechnen und festzulegen.

## Situation in der Schweiz

### Vor 2009
In der Schweiz existierten zwei verschiedene Toto-Systeme (Toto-R und Toto-X), wobei Toto-X ziemlich an Lotto erinnerte. Beide hatten zwar Fußballspiele als Basis, dennoch war Glück ein mitentscheidender Faktor, um zu gewinnen.
Toto-R war ein Toto-System, wie man es in Deutschland auch spielt. Grundlage war die sogenannte 13er-Wette, bei der eine Spielkolonne 13 Fußballspiele beinhaltete. Bei jedem Fußballspiel konnte mit 1, 2 oder X getippt werden, wobei Tipp 1 für den Sieg der Heimmannschaft galt, Tipp 2 für den Sieg der Auswärtsmannschaft und Tipp X für ein Unentschieden. Neben dem reinen Toto konnte bei Toto-R auch der Joker und der Extra-Joker gespielt werden, wie dies beim Lotto auch möglich war und ist. Gewonnen hatte man bei Toto-R ab zehn richtigen Tipps.
Zusätzlich zu Toto-R gab es in der Schweiz ein zweites System, Toto-X, bei dem es um Unentschieden ging. Konkret wurden 38 Spiele angeboten und man wählte – ähnlich wie beim Lotto – sechs Spiele aus, die man tippte. Gesucht wurden die sechs torreichsten Unentschieden aus den angebotenen Fußballspielen. Auch bei Toto-X konnten der Joker und der Extra-Joker gespielt werden.
Bei beiden Spielarten gab es vier verschiedene Gewinnklassen, die wie folgt eingeteilt waren.
| Gewinnklasse   | Toto-R      | Toto-X                |
| -------------- | ----------- | --------------------- |
| Gewinnklasse 1 | 13 Richtige | 6 Richtige            |
| Gewinnklasse 2 | 12 Richtige | 5 Richtige            |
| Gewinnklasse 3 | 11 Richtige | 4 Richtige            |
| Gewinnklasse 4 | 10 Richtige | 3 Richtige = CHF 3,-- |

### Nach 2009
Am 2. März 2009 wurde Toto-X nach 35 Jahren eingestellt, und Toto-R nach 70 Jahren von Totogoal abgelöst. Totogoal lehnt sich stark an das bisherige Toto-R an. Bei verschiedenen nationalen und internationalen Fussballpartien wird weiterhin 1 für Heimsieg, X für Unentschieden und 2 für Gastsieg angekreuzt. Zusätzlich gibt es aber einen Resultat-Tipp, bei dem man das exakte Resultat eines bestimmten Spiels tippt – zum Beispiel 2:0. Diese Neuerung verspricht mehr Spannung und höhere Jackpots. Swisslos schloss mit Gilbert Gress einen Vertrag ab, in dem der ehemalige Spitzenfussballer und -trainer für dieses Glücksspiel wirbt.
Nun gibt es fünf Gewinnklassen, da auch das Resultat eines 14. Spieles getippt werden kann.
| Gewinnklasse   | Totogoal               |
| -------------- | ---------------------- |
| Gewinnklasse 1 | 13 Richtige + Resultat |
| Gewinnklasse 2 | 13 Richtige            |
| Gewinnklasse 3 | zwölf Richtige         |
| Gewinnklasse 4 | elf Richtige           |
| Gewinnklasse 5 | zehn Richtige          |

Totogoal wurde per 31. Dezember 2017 eingestellt.

## Situation in Liechtenstein
Das Fürstentum übernahm 1968 Lotterien und Sportwetten aus der Schweiz. Sie werden dort ebenfalls von Swisslos vertrieben.

## Gewinnwahrscheinlichkeit
Wären alle Ergebnisse gleich wahrscheinlich, würden die Gewinnchancen auf den Hauptpreis 1 : 3n betragen, wobei n die Anzahl der Spiele ist. Die konkreten Wahrscheinlichkeiten sind wie folgt:
- n = 9 : 1:19.683
- n = 10 : 1:59.049
- n = 11 : 1:177.147
- n = 12 : 1:531.441
- n = 13 : 1:1.594.323

Um die Wahrscheinlichkeit zu berechnen, dass m Spiele erraten werden, muss noch die Wahrscheinlichkeit für n Spiele mit einem ganzzahligen Faktor > 1 multipliziert werden, da in diesem Fall nicht nur einer der insgesamt 3n möglichen Tipps gewinnt, sondern es mehrere mögliche gewinnbringende Tipps gibt. Dieser Faktor berechnet sich nach folgender Formel (hierbei stehen die übereinandergestellten Variablen für den Binomialkoeffizienten in der Stochastik):

{\displaystyle G(m,n)={n \choose m}1^{m}2^{n-m}}, also die Wahrscheinlichkeit {\displaystyle P(m,n)={\frac {1}{3^{n}}}{n \choose m}2^{n-m}}. In konkreten Zahlen ergibt sich (kaufmännisch gerundet):
n=13
- m = 13 : 1:1.594.323
- m = 12 : 1:61.320
- m = 11 : 1:5.110
- m = 10 : 1:697
- m  < 10 : 99,84 % („Niete“)

Der Erwartungswert für die Zahl der erratenen Spiele ist n / 3, also bei 13 Tipps 4 1/3.
Die Wahrscheinlichkeit auf einen Hauptgewinn ist größer als beim Lotto, allerdings spielen beim Toto normalerweise auch weniger Leute mit. Generell sind die Wahrscheinlichkeiten jedoch auch vom Fußballfachwissen des Teilnehmers abhängig und können teilweise erheblich größer sein. Gehen viele Spiele wie erwartet aus, ist die Auszahlung oft gering.